# Tora blanca

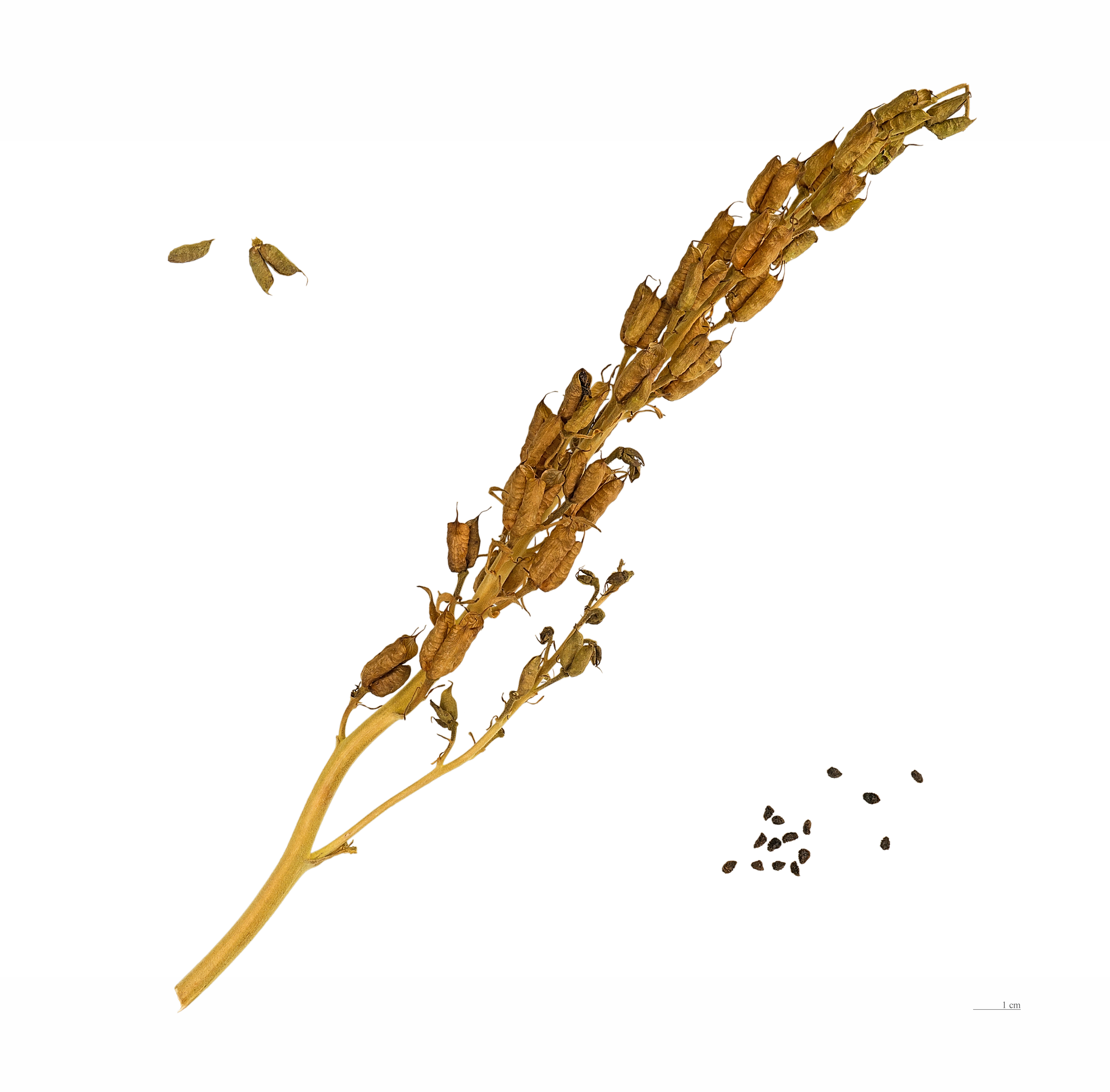
Aconitum lycoctonum subsp. vulparia

La tora blanca o matallops (Aconitum vulparia), és una espècie de planta amb flor dins la família ranunculàcia. És una planta nadiua d'Europa i Àsia, incloent els Països Catalans. També rep els noms de conillets, escanyallops, herba verinosa, tora, tora pirinenca, mata llop i xupamel.

## Descripció
Planta herbàcia, perenne, que fa de 50 a 150 cm d'alt. Les seves fulles són de color verd clar, retallades en segments i les flors són iguals a les de l'Aconitum napellus, però de color groc pàl·lid.

## Toxicitat
És una planta tòxica, com les altres espècies del gènere Aconitum.
L'arrel té licaconitina, de propietats semblants a les de l'aconitina.

## Sinònims
- Aconitum atlanticum Coss.
- Aconitum fallax (Gren. i Godr.) Gáyer
- Aconitum hispanicum Gáyer
- Aconitum lamarckii Rchb. ex Spreng.
- Aconitum lycoctonum subsp. fallax (Gren. i Godr.) Font Quer
- Aconitum lycoctonum subsp. neapolitanum (Ten.) Nyman
- Aconitum lycoctonum subsp. ranunculifolium (Rchb.) Schinz i R.Keller
- Aconitum lycoctonum var. fallax Gren. i Godr.
- Aconitum lycoctonum var. neapolitanum Ten.
- Aconitum lycoctonum var. nevadense Pau
- Aconitum pantocsekianum Degen i Bald.
- Aconitum platanifolium Degen i Gáyer
- Aconitum pyrenaicum subsp. lamarckii (Rchb. ex Spreng.) O.Bolòs i Vigo
- Aconitum pyrenaicum var. fallax (Gren. i Godr.) O.Bolòs i Vigo
- Aconitum ranunculifolium Rchb.
- Aconitum vulparia subsp. neapolitanum (Ten.) Muñoz Garm.
- Aconitum vulparia subsp. ranunculifolium (Rchb.) M.Laínz
- Aconitum vulparia subsp. vulparia Rchb.[4]